# Sidotheca caryophylloides
Sidotheca caryophylloides là một loài thực vật có hoa trong họ Rau răm. Loài này được (Parry) Reveal mô tả khoa học đầu tiên năm 2004.